# 광주지방국세청 정보화센터
광주지방국세청 정보화센터는 대한민국 국세청 광주지방국세청 소속기관으로 30~40명이 근무한다. 광주광역시 북구 첨단과기로 208번길 43(오룡동 1110-13) 정부광주지방합동청사 12층에 위치하고 있다.

## 주요 업무
- 신고서 입력 및 오류 정정 등 전산 입력 업무 통합 관리

## 같이 보기
- 서울지방국세청 정보화센터
- 부산지방국세청 정보화센터
- 대전지방국세청 정보화센터
- 대구지방국세청 정보화센터